# فیلم‌شناسی شاهرخ خان

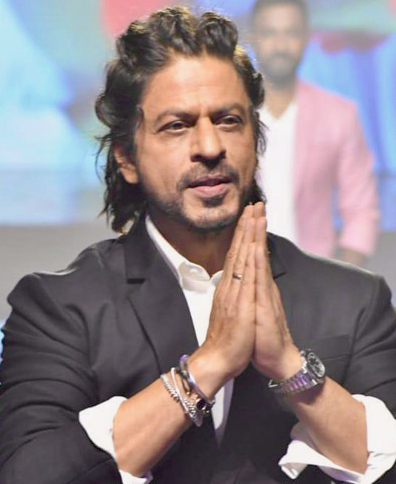
خان در رویدادی برای جوان در ۲۰۲۳

شاهرخ خان بازیگر، تهیه‌کننده و مجری تلویزیونی هندی است که در سینمای هندی‌زبان کار می‌کند. او کار بازیگری خود را با بازی در نقش یک سرباز در مجموعهٔ دوردارشان تحت عنوان سرباز (۱۹۸۸) آغاز کرد؛ نقشی که او را به شهرت رساند و منجر به ایفای شمار بیشتری نقش در نمایش‌های تلویزیونی شد. او به زودی پیشنهادهای سینمایی دریافت کرد و نخستین فیلمش درام عاشقانه عاشق دیوانه‌وار (۱۹۹۲) بود که در آن نقش مکمل داشت. خان سپس در سال ۱۹۹۳ نقش‌های شرورانه‌ای را در فیلم‌های هیجان‌انگیز بازیگر و ترس ایفا کرد که در گیشه موفق بودند و کار او را در بالیوود تثبیت کردند. در سال ۱۹۹۵، خان در کنار کاجول در فیلم عاشقانهٔ داماد عاشق عروس را می‌برد بازی کرد که از لحاظ مدت زمان به طولانی‌ترین فیلم هندی‌زبان تاریخ تبدیل شد. او در نقش‌های عاشقانه با بازی در مقابل مادهوری دیکشیت در دل دیوانه است (۱۹۹۷) و در مقابل کاجول در داره یه اتفاقایی میفته (۱۹۹۸) و گاهی شادی گاهی غم (۲۰۰۱) به دریافت شهرت ادامه داد.

## فیلم‌شناسی
| سال  | فیلم                         | نقش               | نکات              |
| ---- | ---------------------------- | ----------------- | ----------------- |
| ۱۹۹۲ | دیوانه                       | راجاساهی          |                   |
| ۱۹۹۲ | معجزه                        | سوندرسری          |                   |
| ۱۹۹۲ | دل می‌داند                    | کاران سینگ        |                   |
| ۱۹۹۲ | راجو ثروتمند می‌شود           | راجو/راج          |                   |
| ۱۹۹۳ | مایا خانم                    | لالیت             |                   |
| ۱۹۹۳ | عموی شاه                     | آنیل باسال        |                   |
| ۱۹۹۳ | بازیگر                       | ویکی /آجای        |                   |
| ۱۹۹۳ | نخستین سرمستی در عشق         | سونیل             | حضور افتخاری      |
| ۱۹۹۳ | ترس                          | راهول             |                   |
| ۱۹۹۳ | گاهی آره گاهی نه             | سونیل             |                   |
| ۱۹۹۴ | انجام                        | ویجی              |                   |
| ۱۹۹۵ | کاران آرجون                  | آرجون/ ویجی       |                   |
| ۱۹۹۵ | دنیای دیوانه                 | راهول             |                   |
| ۱۹۹۵ | گودو                         | گودوبهادر         |                   |
| ۱۹۹۵ | اوه عزیزم! اینجا هند است     | قهرمان            |                   |
| ۱۹۹۵ | دلشکستهٔ شجاع عروس را می‌برد   | راج               |                   |
| ۱۹۹۵ | رام می‌داند                   | رام               |                   |
| ۱۹۹۵ | سه گانگی                     | رمی               |                   |
| ۱۹۹۶ | آقای انگلیسی، خانم هندی      | ویکرام/هری/گوپال  |                   |
| ۱۹۹۶ | آرزو                         | روپ               |                   |
| ۱۹۹۶ | ارتش                         | آرجون             |                   |
| ۱۹۹۶ | دشمنان دنیا                  | بادرو             | حضور افتخاری      |
| ۱۹۹۷ | کویلا                        | شانکر             |                   |
| ۱۹۹۷ | بله قربان                    | راهول             |                   |
| ۱۹۹۷ | سرزمین بیگانه                | آرجون             |                   |
| ۱۹۹۷ | دل دیوانه است                | راهول             |                   |
| ۱۹۹۸ | همشکل                        | بابلو/منو         |                   |
| ۱۹۹۸ | ازاعماق دل...                | امارکانت          |                   |
| ۱۹۹۸ | داره یه اتفاقایی میفته       | راهول             |                   |
| ۱۹۹۹ | پادشاه                       | راج/پادشاه        |                   |
| ۲۰۰۰ | گاجا گمینی                   | شاهرخ             | حضور افتخاری      |
| ۲۰۰۰ | دل همچنان هندوستانی است      | آجای              |                   |
| ۲۰۰۰ | هی رام                       | امجدعلی           |                   |
| ۲۰۰۰ | جنون                         | مکس دیاس          |                   |
| ۲۰۰۰ | هر دلی که عاشق بشه           | راهول             | حضور افتخاری      |
| ۲۰۰۰ | محبت‌ها                       | راج آریان         |                   |
| ۲۰۰۱ | یک به‌علاوه دو می‌شه چهار      | آرون ورما         |                   |
| ۲۰۰۱ | آشوکا                        | آشوکا             |                   |
| ۲۰۰۱ | گاهی خوشی گاهی غم            | راهول             |                   |
| ۲۰۰۲ | ساتیا                        | یشوانت            |                   |
| ۲۰۰۲ | من مال تو هستم، عزیزم        | گوپال             |                   |
| ۲۰۰۲ | دوداس                        | دوداس             |                   |
| ۲۰۰۲ | قدرت                         | جی سینگ           |                   |
| ۲۰۰۳ | رفته رفته                    | راج ماتور         |                   |
| ۲۰۰۳ | شاید فردایی نباشد            | آمان ماتور        |                   |
| ۲۰۰۴ | یک لحظه جدایی                | دوشانت            | با تأخیر اکران شد |
| ۲۰۰۴ | من اکنون اینجایم             | سرگرد رام         |                   |
| ۲۰۰۴ | ویر-زارا                     | ویرپرتاب          |                   |
| ۲۰۰۴ | سرزمین مادری                 | مهان              |                   |
| ۲۰۰۵ | معما                         | کیشنلال/روح       |                   |
| ۲۰۰۶ | هرگز نگو خداحافظ             | دوساران           |                   |
| ۲۰۰۶ | دان: تعقیب دوباره آغاز می‌شود | دان/ویجی          |                   |
| ۲۰۰۷ | هند، به پیش!                 | کبیرخان           |                   |
| ۲۰۰۷ | ام شنتی ام                   | ام پرکاش/ام کاپور |                   |
| ۲۰۰۸ | خداوند زوج‌ها را می‌سازد       | سوریندر/راج       |                   |
| ۲۰۰۸ | بوت‌نات                       | آدیتی             |                   |
| ۲۰۰۹ | بیلوی آرایشگر                | ساحرخان           |                   |
| ۲۰۱۰ | داماد پیدا شد                | پاوان راج         |                   |
| ۲۰۱۰ | من خان هستم                  | رضوان خان         |                   |
| ۲۰۱۱ | را. وان                      | جی وان/شیکر       |                   |
| ۲۰۱۱ | دان۲: تعقیب ادامه می‌یابد     | دان               |                   |
| ۲۰۱۲ | تا وقتی که زنده‌ام            | سرگرد سمر         |                   |
| ۲۰۱۳ | قطار چنای                    | راهول             |                   |
| ۲۰۱۴ | بازگشت بوتنات                | آدیتی             |                   |
| ۲۰۱۴ | سال نو مبارک                 | چاندراموهان       |                   |
| ۲۰۱۵ | دلداده                       | راج کالی          |                   |
| ۲۰۱۶ | طرفدار                       | گاراو/آریان       |                   |
| ۲۰۱۶ | قلب سخت                      | طاهر              | حضور افتخاری      |
| ۲۰۱۶ | زندگی عزیز                   | دکترجهان خان      |                   |
| ۲۰۱۷ | رئیس                         | رئیس              |                   |
| ۲۰۱۷ | وقتی هری سجال را دید         | هری سینگ نهرا     |                   |
| ۲۰۱۸ | زیرو                         | بایوآ سینگ        |                   |
| ۲۰۲۲ | پتان                         | پتان              |                   |
| ۲۰۲۳ | جوان                         | آزاد، کیرام       | پدر و پسر         |
| ۲۰۲۳ | تایگر ۳                      | پتان              | حضور افتخاری      |
| ۲۰۲۳ | دانکی                        | هاردی             |                   |